# El Bendito (Tumbes)
El Bendito es un caserío peruano ubicado en el distrito de Zarumilla, perteneciente a la provincia homónima del departamento de Tumbes, al norte del Perú. 

## Ubicación
El Bendito se ubica al norte de la provincia de Zarumilla, en el distrito de Zarumilla, en el departamento de Tumbes.

## Demografía
En 2017 El Bendito tenía una población de 276 habitantes.
| Gráfica de evolución demográfica de El Bendito entre 1993 y 2017 |
|                                                                  |
| Fuentes: Población 1993 y 2017                                   |